# Lydia Alexandra
Lydia Alexandra von Koczian-Miskolczi (* 4. November 1912 in Berlin als Lydia Alexandra Grosspietsch; † 30. November 1953 in Salzburg) war eine deutsche Filmschauspielerin.

## Leben
Lydia Alexandra wurde 1912 in Berlin geboren.
Alexandra war von 1935 bis 1953 mit Gustav von Koczian-Miskolczi verheiratet. Sie war die Mutter von Johanna von Koczian. Ihre Enkelin ist die Schauspielerin Alexandra von Koczian.

## Filmografie
- 1932: Eine von uns
- 1932: Visul lui Tănase
- 1934: Um das Menschenrecht